# Saliou Diallo
Saliou Diallo (ur. 20 grudnia 1976 we Freetown) – gwinejski piłkarz grający na pozycji bramkarza.

## Kariera klubowa
Swoją karierę piłkarską Diallo rozpoczął w klubie Hafia FC. W 1992 roku zadebiutował w nim w gwinejskiej lidze. W Hafii grał do 1997 roku. Wraz z Hafią zdobył dwa Puchary Gwinei w latach 1992 i 1993.
W 1997 roku Diallo został zawodnikiem belgijskiego KMSK Deinze. W sezonie 1998/1999 bronił barw KVC Westerlo. W sezonie 1999/2000 był zawodnikiem Gaziantepsporu. Pełnił w nim rolę rezerwowego bramkarza dla Ömera Çatkıça. W latach 2000–2002 był piłkarzem klubu Yimpaş Yozgatspor, a w sezonie 2002/2003 – Diyarbakırsporu.
W latach 2003–2007 Diallo występował w Azerbejdżanie. W latach 2003–2005 grał w FK Şəmkir, a w latach 2005–2007 – Gənclərbirliyi Sumgait, w którym zakończył karierę.

## Kariera reprezentacyjna
W reprezentacji Gwinei Diallo zadebiutował w 1992 roku. W 1994 roku był podstawowym bramkarzem Gwinei w Pucharze Narodów Afryki 1994. Rozegrał na nim dwa mecze: z Ghaną (0:1) i z Senegalem (1:2).
W 1998 roku Diallo został powołany do kadry Gwinei na Puchar Narodów Afryki 1998. Zagrał na nim w dwóch meczach: z Algierią (1:0) i z Kamerunem (2:2). W kadrze narodowej grał do 2001 roku.